# براندون كابلاي
براندون كابلاي (بالإنجليزية: Brandon Cablay)‏ مواليد 1 مارس 1978 في هاواي، هو لاعب كرة سلة أمريكي. بدأ مسيرته الاحترافية في سنة 2003. يلعب في الرابطة الفلبينية لكرة السلة. يحمل الرقم 24. يبلغ طوله 6 قدم 0 بوصة (1.8 م).

## المسيرة الاحترافية
لعب مع ألاسكا أيسز من سنة 2003 إلى 2006، ثم لعب مع سان ميغيل بيرمن في موسم 2006–2007، ثم لعب مع ستار هوتشوتز في موسم 2007–2008.